# Matheus Martins
Matheus Martins Silva dos Santos dit Matheus Martins, né le 16 juillet 2003 à Campo Grande au Brésil, est un footballeur brésilien qui évolue au poste d'ailier gauche au Botafogo FR.

## Biographie

### Fluminense FC
Né à Campo Grande au Brésil, Matheus Martins est formé au Fluminense FC, qu'il rejoint à l'âge de 9 ans. Il se montre très adroit devant le but avec les différentes catégories de jeunes et est considéré comme l'un des grands espoirs du club. Il signe son premier contrat professionnel à l'âge de 16 ans, le 24 septembre 2019, le liant au club jusqu'en 2022.
Le 25 mars 2021, il prolonge son contrat jusqu'en 2024 avec Fluminense.
Le 30 juin 2021, il fait sa première apparition dans le championnat du Brésil de première division face au Club Athletico Paranaense. Il entre en jeu à la place de Nenê et son équipe s'incline par quatre buts à un.
Le 27 mai 2022, Matheus Martins inscrit un triplé en Copa Sudamericana face à Oriente Petrolero, pour sa première titularisation en professionnel. Il participe ainsi à la large victoire de son équipe par dix buts à un. Il s'agit de ses trois premiers buts en professionnel.
Le 19 juin 2022, il inscrit son premier but en première division brésilienne contre le Avaí FC. Il contribue ainsi à la victoire de son équipe par deux buts à zéro,.

### Watford via Udinese
En janvier 2023, Matheuse Martins s'engage en faveur de l'Udinese Calcio. Il est toutefois prêté dans la foulée au club partenaire du Watford FC.
Le 4 juillet 2023, Matheus Martins voit son prêt à Watford prolongé d'une saison supplémentaire.
Martins marque son premier but pour Watford le 5 août 2023, à l'occasion de la première journée de la saison 2023-2024 de Championship face aux Queens Park Rangers. Il est titularisé et son équipe s'impose par quatre buts à zéro.

### Botafogo
Matheus Martins fait son retour au Brésil en signant en faveur du Botafogo FR le 30 juillet 2024. Il signe un contrat courant jusqu'en décembre 2028.

### En sélection
Matheus Martins représente l'équipe du Brésil des moins de 18 ans en 2021.